# Meto
Die Meto International GmbH ist ein internationaler Anbieter von Aus- und Kennzeichnungslösungen für den Handel, die Systemgastronomie und deren Lieferketten. Das 1918 gegründete Unternehmen mit Sitz in Hirschhorn (Neckar) ist seit 2016 eine eigenständige Gesellschaft der kanadischen CCL Industries und stellt verschiedene Preisauszeichner und Etiketten her. Meto erfand 1959 den ersten Handauszeichner „Jedermann“ und 1968 das Wellenrandetikett mit Sicherheitsschnitt. Beide Innovationen gehören heute zum Standard der Warenkennzeichnung.

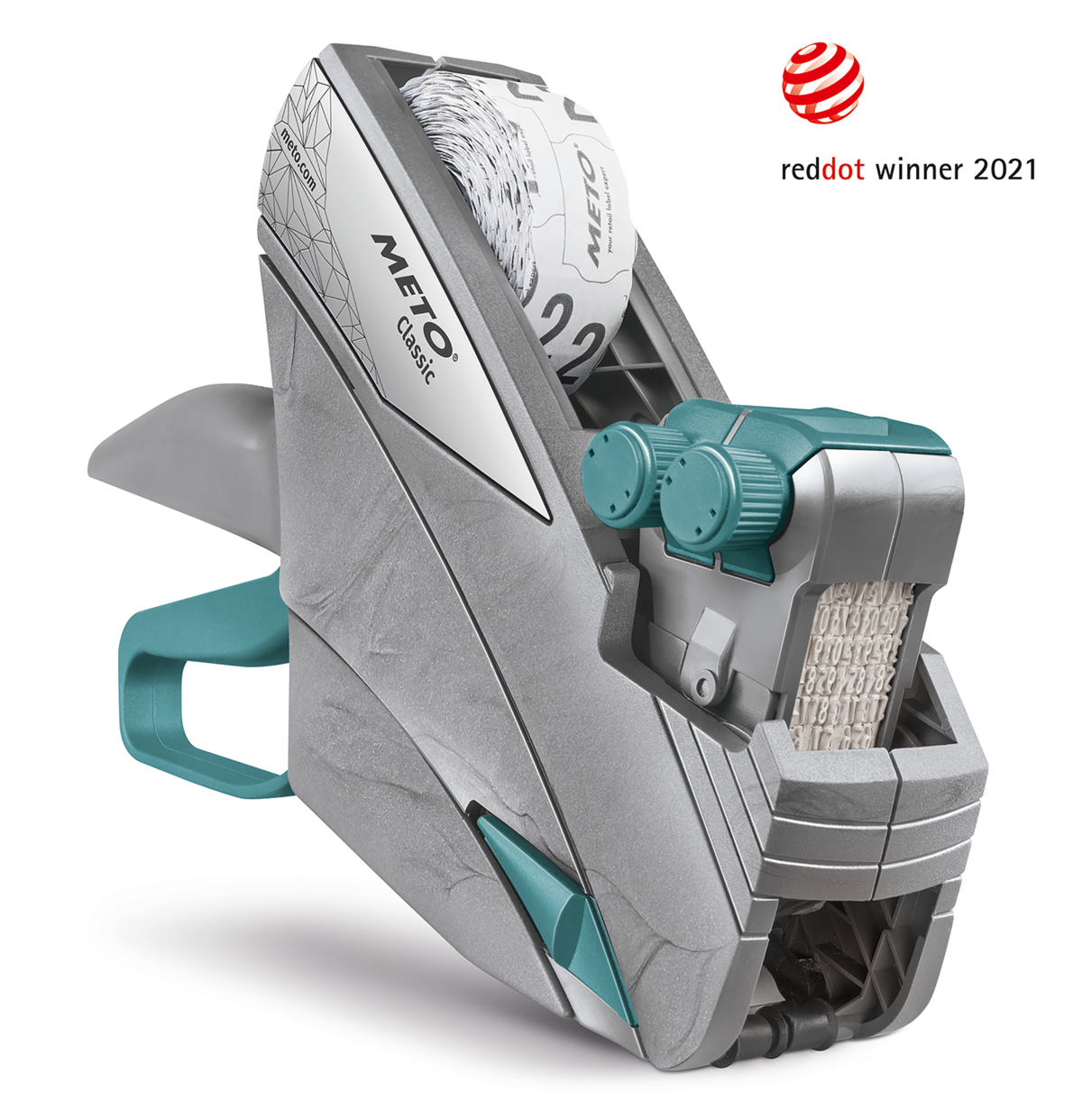
Der Handauszeichner Meto Classic M gewann 2021 den Red Dot Award für hohe Designqualität.

## Geschichte

### 1918–1958
Der Name „Meto“ ist eine Zusammensetzung aus Anfangsbuchstaben der beiden Firmengründer Adolf Metzger und Oskar Kind. 1918 gründeten sie in Köln die Meto Schnürungs GmbH. Der Begriff „Meto“ setzt sich entsprechend ihrer Firmenanteile von 75 bzw. 25 Prozent zusammen. 1920 übernahm Oskar Kind die Anteile Metzgers und wurde alleiniger Inhaber von Meto. Die Produktpalette beinhaltete in den Anfängen Verpackungsapparate mit Drahtbindung sowie Heftapparate. Nachdem der Firmensitz in Köln ausgebombt war, wurde er 1942 nach Hirschhorn (Neckar) verlegt.

### 1959–1998
1959 wurde das Unternehmen mit dem Vertrieb des ersten Preisauszeichnungsgeräts „Jedermann“ weltweit bekannt. Die Idee der Handauszeichnung kam dem Erfinder Kind auf einer Reise in die Vereinigten Staaten von Amerika. Diese Innovation revolutionierte im Einzelhandel die Preisauszeichnung und beeinflusst seitdem den Einzelhandel. Entsprechend groß war die Nachfrage. Jedes Gerät wurde seinem Käufer in einer mit Samt ausgelegten Verpackung ausgeliefert. Etwa 450.000 Jedermann-Geräte wurden allein bis 1970 produziert und sowohl national als auch international verkauft. Sie erreichten damit eine marktbeherrschende Stellung und kontrollierten über 90 % des Markts für Handpreisauszeichner.
In den 1960er Jahren begann das Unternehmen mit der Produktion vorbedruckter Etiketten und etablierte das aufgrund seiner Teilungssegmente fälschungssichere „Wellenrandetikett“ – als Alternative zum rechteckigen Etikett – am Markt, das eine geschützte Bildmarke des Unternehmens ist. Verschiedene Übernahmen (Dynamo Industries 1968, Esselt Group 1978) und das erste Handetikettiergerät mit zwei Druckzeilen führten zu einem weiteren Ausbau der Marktpräsenz sowie dem Einstieg in den elektronischen Markt der Einzelhandelsausrüstung.
Anfang der 1980er entwickelte das Unternehmen die ersten Preiskassetten- und Preisdisplay-Systeme, die insbesondere im Lebensmittelhandel zum Standard wurden. 1986 erhielt Meto die Auszeichnung „Goldener Zuckerhut“ der Lebensmittel Zeitung, die als eine der bedeutendsten in der Branche gilt.
In den 1990er Jahren wurde das Portfolio durch elektronische Waagen, elektromagnetische Warensicherung mit Antennensystem und der Integration von Barcode-Druckern erweitert.

### 1999–heute
1999 übernahm das US-Unternehmen Checkpoint Systems Inc. Meto für 300 Mio. US-Dollar (258 Mio. Euro). In den Folgejahren wurden u. a. die MegaMeto-Serie und das Handetikettiergerät Meto Eagle eingeführt. 2016 wurde Checkpoint Systems Inc. von CCL Industries übernommen und Meto innerhalb des Konzerns in eine eigene Gesellschaft, die Meto International GmbH, überführt. Ebenfalls 2016 eingeführt wurde der Claim “Your Retail Label Expert”.
Meto ist Mitglied im Bundesverband der Systemgastronomie (seit 2020) und Preisträger des Red Dot Awards für hohe Designqualität (2021, “Meto Classic M”). Seit 2022 teilen sich Markus Eppsteiner und Peter Sperl die Geschäftsführung.

## Produkte
Meto entwickelt, produziert und vertreibt Aus- und Kennzeichnungslösungen für den Einzelhandel, die Systemgastronomie und deren Lieferketten. Zum Portfolio gehören Preis- und Werbeetiketten, Etiketten zur rechtssicheren Kennzeichnung von Lebensmitteln gemäß HACCP und LMIV, Barcode-Etiketten oder kosteneffiziente Möglichkeiten zur Frischwarenauszeichnung. Dazu kommen Befestigungslösungen für elektronische Preisschilder (ESL) und Lösungen zu Verkaufsförderung, Werbetechnik und Kundenflussmanagement. Das Unternehmen bietet auch nachhaltige Lösungen wie wasserlösliche Etiketten oder Etiketten aus Graspapier an.